# Boris Dittrich
Boris Ottokar Dittrich (ur. 21 lipca 1955 w Utrechcie) – holenderski polityk, prawnik, aktywista na rzecz praw osób LGBT, parlamentarzysta, od 2003 do 2006 lider Demokratów 66.

## Życiorys
Jest synem emigranta z Czechosłowacji, który przybył do Holandii w 1948. Ukończył studia prawnicze na Uniwersytecie w Lejdzie. Pracował jako prawnik w Amsterdamie w ramach prywatnej kancelarii prawniczej. Następnie był sędzią sądu rejonowego w Alkmaarze w latach 1989–1994.
W 1981 wstąpił do Demokratów 66. Był członkiem komitetu doradczego i przewodniczącym zespołu prawnego partii. Od 1990 do 1994 był radnym i przewodniczącym klubu radnych w dzielnicy Amsterdam-Zuid. W 1994 po raz pierwszy został wybrany na posła do Tweede Kamer. Reelekcję uzyskiwał w 1998, 2002 i 2003, zasiadając w niższej izbie holenderskiego parlamentu do 2006. Był inicjatorem ustawy wprowadzającej do porządku prawnego małżeństwa osób tej samej płci. Od 22 stycznia 2003 do 3 lutego 2006 był liderem politycznym Demokratów 66. Następnie wycofał się z działalności politycznej.
W marcu 2007 został prawnikiem w Human Rights Watch w Nowym Jorku, specjalizując się w szczególności w zakresie praw gejów. W 2019 powrócił do polityki krajowej, został wybrany na senatora do Eerste Kamer (reelekcja w 2023).
Boris Dittrich jest jawnym homoseksualistą, zawarł związek małżeński z pochodzącym z Izraela rzeźbiarzem Jehoshuą Rozenmanem. W 2006 wyróżniony Orderem Oranje-Nassau V klasy.